# سفيدان (مقاطعة فيروزآباد)
سفيدان (بالفارسية: سفیدان) هي قرية تقع في قسم خواجه‌اي الريفي في إيران.